# Riefe
Als Riefen bezeichnet man feine Rillen auf einer Oberfläche. Das Wort „Riefe“ wird in erster Linie im Plural verwendet und bezeichnet eine Anhäufung von Reißspuren.

## Oberflächentechnik
Eine Riefe ist nach DIN EN ISO 8785 eine Oberflächenunvollkommenheit, die eine linienförmige Vertiefung mit gerundetem oder flachem Grund darstellt, im Gegensatz zum Riss mit scharfem Grund oder zum Kratzer mit unregelmäßiger Form in nicht festgelegter Richtung. In der Beurteilung der Gestaltabweichungen von der idealen Oberfläche stellen Riefen nach DIN 4760 Gestaltabweichungen 4. Ordnung dar und sind damit Teil der Rauheit (3. bis 5. Ordnung). Riefen sind in der Regel Folge einer Spanbildung. Von Riefen sind hier zu unterscheiden die Rillen, die aus der idealen geometrischen Form der Werkzeugschneide resultieren und Gestaltabweichung 3. Ordnung sind. Riefen treten häufig parallel verlaufend in einer Schar (Gruppe) von mehreren auf.

### Als Gebrauchsbegleiterscheinung
Bei Schusswaffen  entstehen durch das Abfeuern der Geschosse Riefungen als spezifische Merkmale der einen Schusswaffe. Hier haben die Riefen ihren Ursprung aus Einkerbungen in den Patronenhülsen und nach dem Abfeuern durch die Innenwand des Laufes und sind insbesondere in der Kriminaltechnik von Bedeutung, um abgefeuerte Geschosse einer Schusswaffe zuordnen zu können.

## Wissenschaft
Als entweder gewollte Verzierungen oder auch als Spuren von Bearbeitungen oder Abnutzungen finden sich Riefen als Indiz für das Vorliegen eines Artefakts. Dabei geben sie für die Archäologie und Paläontologie der Frühgeschichte  Hinweise auf Art und Technik der Bearbeitung der Funde.
Riefen nennt man in den Geowissenschaften geordnete Erosionsspuren, wie sie sich etwa bei Gletscherschliff oder Windschliff, aber auch bei Wassererosion an löslichen Gesteinen wie Kalkstein finden (dort aber Karren genannt). Aus ihnen lassen sich rezente oder fossile geophysikalische Bewegungen rekonstruieren.
In der Pflanzenbestimmung sind Riefen ein Artbestimmungsmerkmal, nach dem man Gewächse ordnet. Zum Beispiel können Sprossachsen gewisser Pflanzen „gerieft“ sein, andere dagegen ungerieft oder glatt. Ebenso als Bestimmungsmerkmal, aber bei Tieren, dienen Riefen an Geweihen. Bei Pilzen können der Hutrand oder die Manschette gerieft sein.

## Anhang

### Belege
1. ↑  Worterklärung.
2. ↑  Wer weiß was.